# Mysterious Traveller
Mysterious Traveler es el cuarto álbum de estudio de la banda estadounidense Weather Report. Fue publicado en junio de 1974 por el sello discográfico Columbia Records. Esta fue su última grabación con el bajista fundador Miroslav Vitouš, quien se marchó debido a diferencias creativas. Vitouš fue reemplazado por Alphonso Johnson. Otra incorporación a la formación es el baterista Ishmael Wilburn. 

## Título
El título Mysterious Traveller, explicó Shorter, “significaba ese cometa Kohoutek [el evento celestial sobrevalorado de 1973/74], que era un visitante misterioso–así que teníamos esa portada de un cometa sobre Madagascar. Era un misterio dónde se formó, y eso significa nuestra vida también, aquí estamos: todos los viajeros misteriosos. El título también surgió de un programa de radio que se transmitía todos los viernes cuando yo era niño: este tipo se subía a un tren y te contaba una historia”.

## Recepción de la crítica
Un escritor no especificado de la revista Cash Box declaró: “[Weather Report] tiene todos los motivos para estar orgulloso de su nuevo LP, uno que combina las fortalezas que el grupo ha llegado a representar y algunos pasos musicales audaces e innovadores hacia el futuro de la música progresiva”.

## Relanzamientos
Mysterious Traveller fue relanzado en 1977 en los Estados Unidos en vinilo. Mysterious Traveller fue publicado por primera vez en CD a través de CBS Records en 1984. El 31 de marzo de 1997, el álbum fue remasterizado y publicado en Japón como un lanzamiento de edición limitada, con «Miroslav's Tune» como un bonus track. En 2012, Sony Music y Legacy Recordings editaron los primeros cinco álbumes de estudio de la banda—junto con el álbum en vivo de 1972, Live in Tokyo—en la caja recopilatoria The Columbia Albums 1971–1975.

## Lista de canciones
| Lado uno |                    |                          |          |  |
| N.º      | Título             | Escritor(es)             | Duración |  |
| 1.       | «Nubian Sundance»  | Joe Zawinul              | 10:40    |  |
| 2.       | «American Tango»   | Zawinul Miroslav Vitouš  | 3:42     |  |
| 3.       | «Cucumber Slumber» | Zawinul Alphonso Johnson | 8:22     |  |

| Lado dos |                        |                         |          |  |
| N.º      | Título                 | Escritor(es)            | Duración |  |
| 1.       | «Mysterious Traveller» | Wayne Shorter           | 7:18     |  |
| 2.       | «Blackthorn Rose»      | Shorter                 | 5:02     |  |
| 3.       | «Scarlet Woman»        | Johnson Shorter Zawinul | 5:47     |  |
| 4.       | «Jungle Book»          | Zawinul                 | 7:20     |  |

- Los lados uno y dos fueron combinados como pista 1–7 en la reedición de CD.

| Bonus track (1997 Sony Records reissue) |                   |              |          |  |
| N.º                                     | Título            | Escritor(es) | Duración |  |
| 8.                                      | «Miroslav's Tune» | Vitouš       | 5:25     |  |

## Créditos y personal
Créditos adaptados desde las notas de álbum de Mysterious Traveller.
| Lado uno 1. «Nubian Sundance» - Josef Zawinul – voces, piano, sintetizador, percusión - Ishmael Wilburn – batería - Skip Hadden – batería - Dom Um Romão – percusión - Wayne Shorter – saxofón soprano y tenor - Alphonso Johnson – bajo eléctrico 2. «American Tango» - Wayne Shorter – saxofón soprano y tenor - Josef Zawinul – piano Rhodes, sintetizador - Miroslav Vitouš – bajo eléctrico - Alphonso Johnson – bajo eléctrico - Ishmael Wilburn – batería - Dom Um Romão – percusión 3. «Cucumber Slumber» - Wayne Shorter – saxofón soprano y tenor - Josef Zawinul – piano Rhodes, sintetizador - Alphonso Johnson – bajo eléctrico - Ishmael Wilburn – batería - Dom Um Romão – percusión | Lado dos 1. «Mysterious Traveller» - Wayne Shorter – tack piano, saxofón soprano y tenor, concha - Josef Zawinul – piano Rhodes - Alphonso Johnso – bajo eléctrico - Ishmael Wilburn – batería - Skip Hadden – batería - Dom Um Romão – percusión 2. «Blackthorn Rose» - Wayne Shorter – saxofón soprano - Josef Zawinul – piano acústico, melódica 3. «Scarlet Woman» - Wayne Shorter – saxofón soprano - Alphonso Johnso – bajo eléctrico - Josef Zawinul – piano Rhodes, sintetizador - Dom Um Romão – percusión 4. «Jungle Book» - Josef Zawinul – voces, piano, guitarra, tambor de arcilla, tamboura, kalimba, maracas, órgano - Don Ashworth – ocarina, instrumento de viento-madera - Isacoff – tabla, crótalos - Dom Um Romão – triángulo, pandereta, cabasa |